# Oskar Bengtsson
Karl Oskar Vilhelm Bengtsson (Göteborg, 14 januari 1885 – aldaar, 13 oktober 1972) was een Zweeds voetballer, die speelde als doelman voor de Zweedse club Örgryte IS. Hij overleed op 87-jarige leeftijd.

## Interlandcarrière
Bengtsson, bijgenaamd Påsket, speelde in totaal negen interlands voor de Zweedse nationale ploeg, waarmee hij in 1908 deelnam aan de Olympische Spelen in Londen. Daar gingen de Scandinaviërs met 12-2 over de knie bij de latere winnaar Groot-Brittannië, waarna in de troostfinale met 2-0 werd verloren van Nederland door treffers van Jops Reeman en Edu Snethlage.